# Lipoyl(octanoyl) transférase
Une lipoyl(octanoyl) transférase est une acyltransférase qui catalyse la réaction :
octanoyl–[ACP] + protéine  {\displaystyle \rightleftharpoons }  N6–(octanoyl)lysine–protéine + [ACP].
Cette enzyme catalyse la première étape irréversible de la biosynthèse de l'acide lipoïque. Ce dernier est un cofacteur indispensable de certaines enzymes clés de la respiration cellulaire, comme la dihydrolipoamide S-acétyltransférase (domaine E2) du complexe pyruvate déshydrogénase, la dihydrolipoamide S-succinyltransférase (domaine E2) du complexe α-cétoglutarate déshydrogénase, la dihydrolipoyl transacylase (domaine E2) du complexe 3-méthyl-2-oxobutanoate déshydrogénase, et la protéine H du système de clivage de la glycine,. Le lipoyl-ACP peut être substrat de cette enzyme, bien que l'octanoyl-ACP en soit vraisemblablement le véritable substrat. L'autre enzyme intervenant dans la biosynthèse de l'acide lipoïque est une lipoyle synthase (EC 2.8.1.8). Une voie de lipoylation alternative fait intervenir une lipoate-protéine ligase (EC 6.3.1.20), capable d'utiliser de l'acide lipoïque libre.